# レイノサ
レイノサ（Reynosa）は、メキシコのタマウリパス州の都市である。人口は67万2183人（2013年）。
レイノサはアメリカ=メキシコ国境に接している。リオ・グランデ川が国境となっており、対岸はテキサス州ヒダルゴ郡のマッカレンである。両都市を合わせた都市圏は人口100万人を上回る。

## 事件
2010年8月には、レイノーサの刑務所から85人の囚人が脱獄する事件が発生した。